# Hey Nana
"Hey Nana" foi a canção  que representou a Bélgica no Festival Eurovisão da Canção 1979, interpretada em neerlandês por Micha Marah. A referida canção tinha letra de Guy Beyers, música de Charles Dumolin e orquestração de Francis Bay. 
A canção belga foi a décima segunda a desfilar no concurso, a seguir à canção francesa "Je suis l'enfant soleil" interpretada por Anne-Marie David e antes da representante luxemburguesa "J'ai déjà vu ça dans tes yeux", interpretada pela norte-americana Jeane Manson. No final da votação, recebeu apenas 5 pontos e obteve o último lugar empatada com a canção austríaca. Marah nunca gravou esta canção em qualquer disco seu, sendo uma das poucas canções  daquele Festival desde 1956 sem qualquer disco. 
Na final belga de 1979, ela foi a única cantora que interpretou as  canções, o júri belga escolheu esta, mas ela  preferia outra canção  e por isso recusou gravar esta canção. Em 2023, 44 anos depois, gravou finalmente uma nova versão da canção.
A canção é cantada na perspetiva de uma mulher que sugere o casamento ao seu amante. Ela pinta um retrato da felicidade doméstica, todavia ela também sugere que o marido será comandado por ela.